# José Aranalde Gorbieta
José Aranalde Gorbieta (La Corunya, 10 de juny de 1778 – Madrid, 12 de gener de 1855) va ser un hisendista i polític espanyol.

## Biografia
Gallec d'ascendència basca, després de la mort de Ferran VII, va ser  ministre d'Hisenda entre el 15 de gener i el 7 de febrer de 1834. Arbitrista convençut, en cessar com a ministre va ser nomenat director general de Rendes i, en 1841, comptador de crèdit públic, ministre del Tribunal de Comptes i comptador general del Regne. Va ser Senador per Canàries entre els anys 1841 i 1843. També fou director del Conservatori Nacional.